# Vering & Waechter
Die Eisenbahn-Bau- und Betriebsgesellschaft Vering & Waechter KG GmbH & Co. wurde am 1. Oktober 1885 in Berlin von Carl Hubert Vering und Karl Leonhard Waechter gegründet.
Die Unternehmensgruppe erbaute bis zum Ausbruch des Ersten Weltkriegs rund 40 Neben- und Kleinbahnen mit Schwerpunkten in Mitteldeutschland (10), Baden (9), Elsass-Lothringen und Saarland (8) sowie den preußischen Provinzen Westfalen und Hannover (6) und unterhielt zu diesem Zweck zeitweise Niederlassungen in Hannover, Heilbronn bzw. Karlsruhe und Straßburg.
Mit 99,8 km Gesamtlänge stellte die zwischen 1899 und 1903 errichtete Bahnstrecke Ibbenbüren–Hövelhof der Teutoburger Wald-Eisenbahn das mit Abstand größte verwirklichte Eisenbahnprojekt von Vering & Waechter dar.
Die letzte verbliebene unternehmerische Tätigkeit im Eisenbahngeschäft ist die Beteiligung an der Neukölln-Mittenwalder Eisenbahn-Gesellschaft (NME), mit der ein Gewinnabführungsvertrag besteht.

## Unternehmensgeschichte

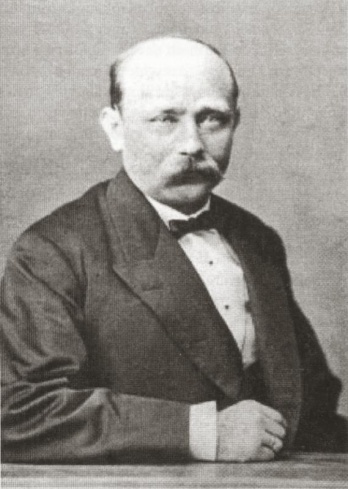
Carl-Hubert-Vering (1834–1897)

Siegelmarke von Vering & Waechter

Am 3. November 1885 nahm das Unternehmen seine Geschäftstätigkeit auf, zunächst in der Rechtsform einer offenen Handelsgesellschaft. 1892 erfolgte die Übernahme der Localbahn-Bau und Betriebs-Gesellschaft Wilhelm Hostmann & Co., in der Karl Waechter bereits zuvor langjähriger Mitarbeiter und Teilhaber war. Der Name „Vering“ hatte durch das 1855 von Carl Vering gegründete und ab 1871 zusammen mit seinem Bruder Hermann Vering geführte Tiefbauunternehmen C. Vering, das an Großprojekten wie dem Hamburger Hafen, Nord-Ostsee-Kanal und Frankfurter Hauptbahnhof beteiligt war, bereits eine hohe Reputation. Trotz Verings Tod 1897 und des Rückzugs seiner fünf Erben im darauffolgenden Jahr wurde das Unternehmen daher unter der bisherigen Firma weitergeführt.
Um die Geschäftsfelder Planung und Bau von Klein- und Nebenbahnen von deren Betriebsführung zu trennen, gründete das Unternehmen zusammen mit dem Bankhaus Doertenbach & Co. und der Mitteldeutschen Creditbank 1898 die Deutsche Eisenbahn-Betriebsgesellschaft (DEBG). Die 1910 zusammen mit der Eisenbahnbau-Gesellschaft Becker & Co. GmbH (Berlin) gegründete Lothringische Eisenbahn-AG in Diedenhofen (Thionville) war das letzte größere Eisenbahnprojekt von Vering & Waechter.
Nach Karl Waechters Tod übernahm 1913 dessen Sohn Max Waechter, der bereits 1904 ins Unternehmen eingetreten war, zusammen mit seinem Schwager Werner Nolte die Leitung. Infolge der wirtschaftlich schwierigen Verhältnisse während und nach dem Ersten Weltkrieg und dem Verlust aller Bahnen in Elsass-Lothringen zog sich Vering & Waechter weitgehend aus dem Eisenbahn-Geschäft zurück und verlagerte die Interessen in die Tiefbaubranche, erwarb Kiesgruben, Steinbrüche und Ziegeleien und gründete Tochtergesellschaften.
Im Handbuch der deutschen Straßenbahnen, Kleinbahnen und Privatbahnen von 1928 wird für die Jahre 1926/1927 nur noch die Betriebsführung für zwei Bahnen angegeben:
- Neukölln-Mittenwalder Eisenbahn AG (NME)
- Königs Wusterhausen-Mittenwalde-Töpchiner Kleinbahn AG (KMT)

Nach Max Waechters Tod trat mit Leonard Waechter die dritte Generation in das Unternehmen ein. Durch die politischen Verhältnisse in Berlin und Brandenburg nach dem Zweiten Weltkrieg (Verstaatlichung von vielen Unternehmen) verblieb lediglich die Betriebsführung für den in West-Berlin gelegenen Teil der NME. Mit dem Tod von Leonard Waechter übernahmen 1952 Werner Britze und Karlheinz Voss (Schwiegersöhne von Max Waechter) die Verantwortung des Unternehmens und setzten im Hochbaubereich mit Industriebauten, Hotels, Villen und Wohnsiedlungen nochmals Akzente.
Die nach wie vor im Eigentum von Vering & Waechter befindliche NME übernahm ab 1. Januar 1980 selbst die Betriebsführung. Um 1985 stellte Vering & Waechter die Hochbautätigkeit ein. Das inhabergeführte Unternehmen ist bis heute im Besitz der Familie Britze und damit den Nachfahren des Unternehmensgründers Karl Leonhard Waechter.

## Bahnhofsgebäude
Mit Zunahme der abzuwickelnden Bahnprojekte ging Vering & Waechter besonders bei den Hochbauten für die Empfangsgebäude zu standardisierten Gebäudetypen über. 

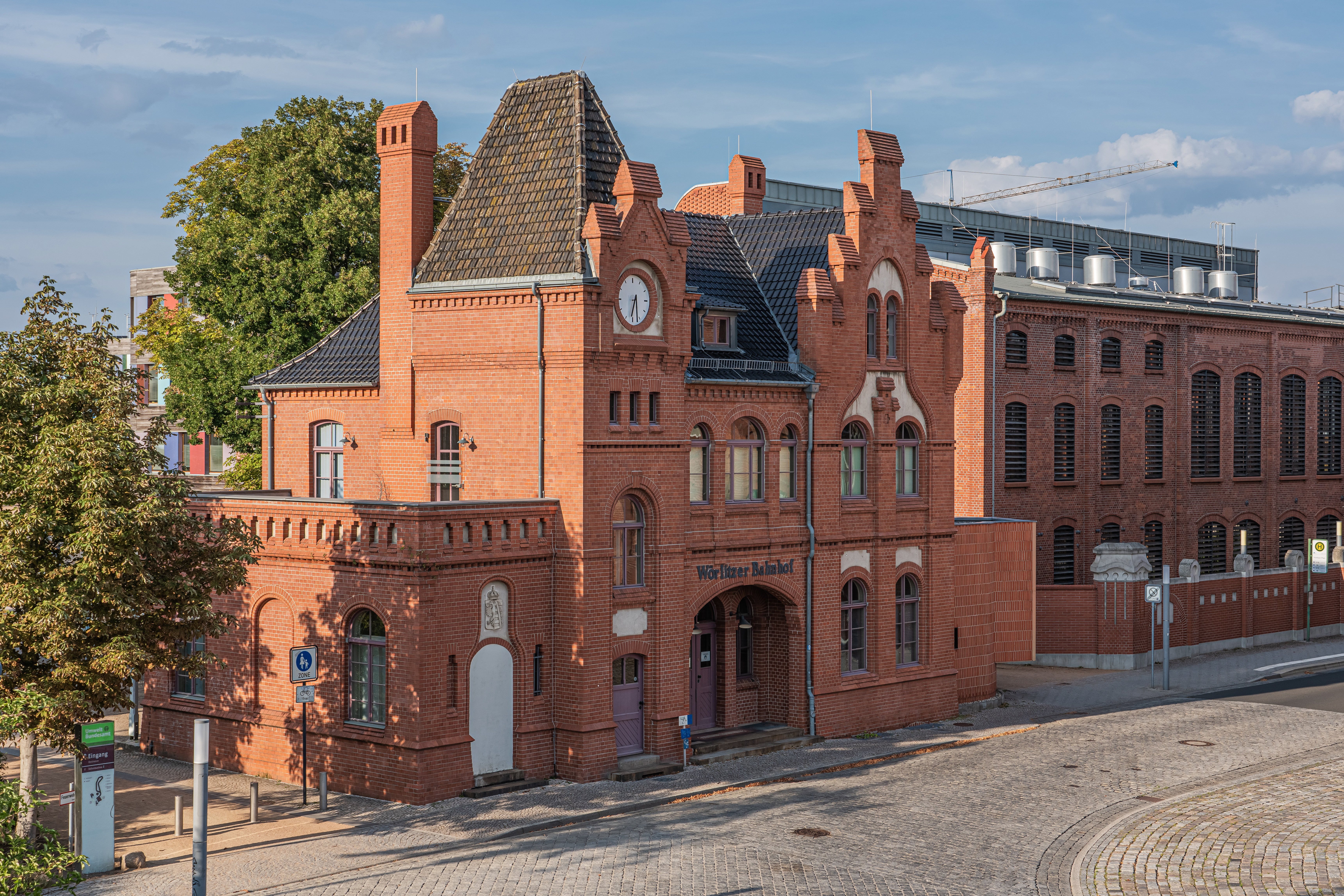
Eines der markantesten von Vering & Waechter erbauten Bahnhofsgebäude ist der 1894 eröffnete Wörlitzer Bahnhof in Dessau, der heute als denkmalgeschützter Eingang zum Umweltbundesamt fungiert.
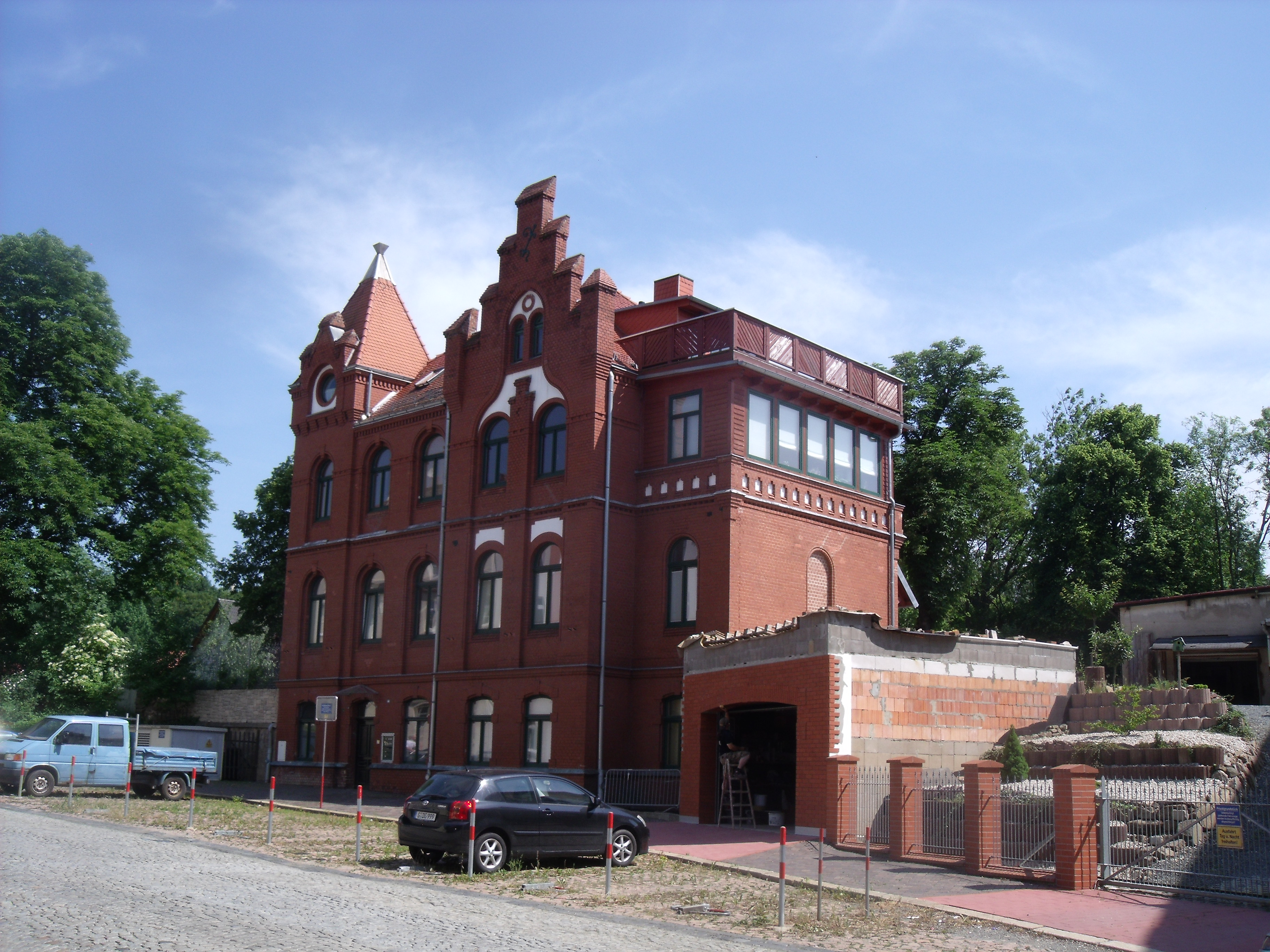
Viele architektonische Merkmale der vom Architekten Lemke entworfenen repräsentativen Endstation wurden 1900 beim Teutoburger Waldbahnhof in Gütersloh und dem Bahnhof Gera-Pforten 1901 erneut aufgegriffen.
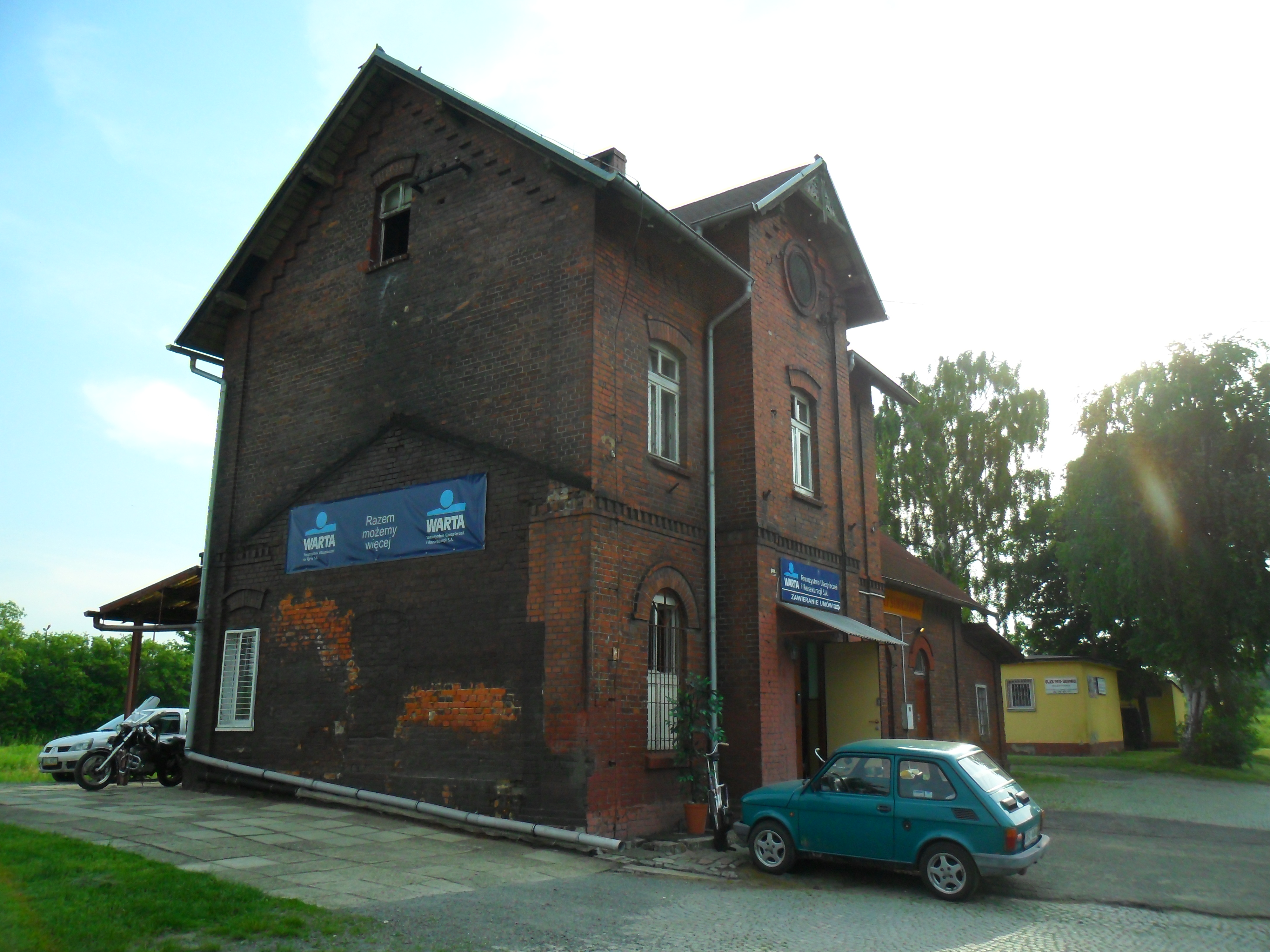
Der 1896 von Vering & Waechter im oberschlesischen Kietrz für die Kleinbahn Groß Peterwitz–Katscher erstmals ausgeführte Entwurf für einen Bahnhof in Ziegelsichtmauerwerk mit straßenseitigem Mittelrisalit…
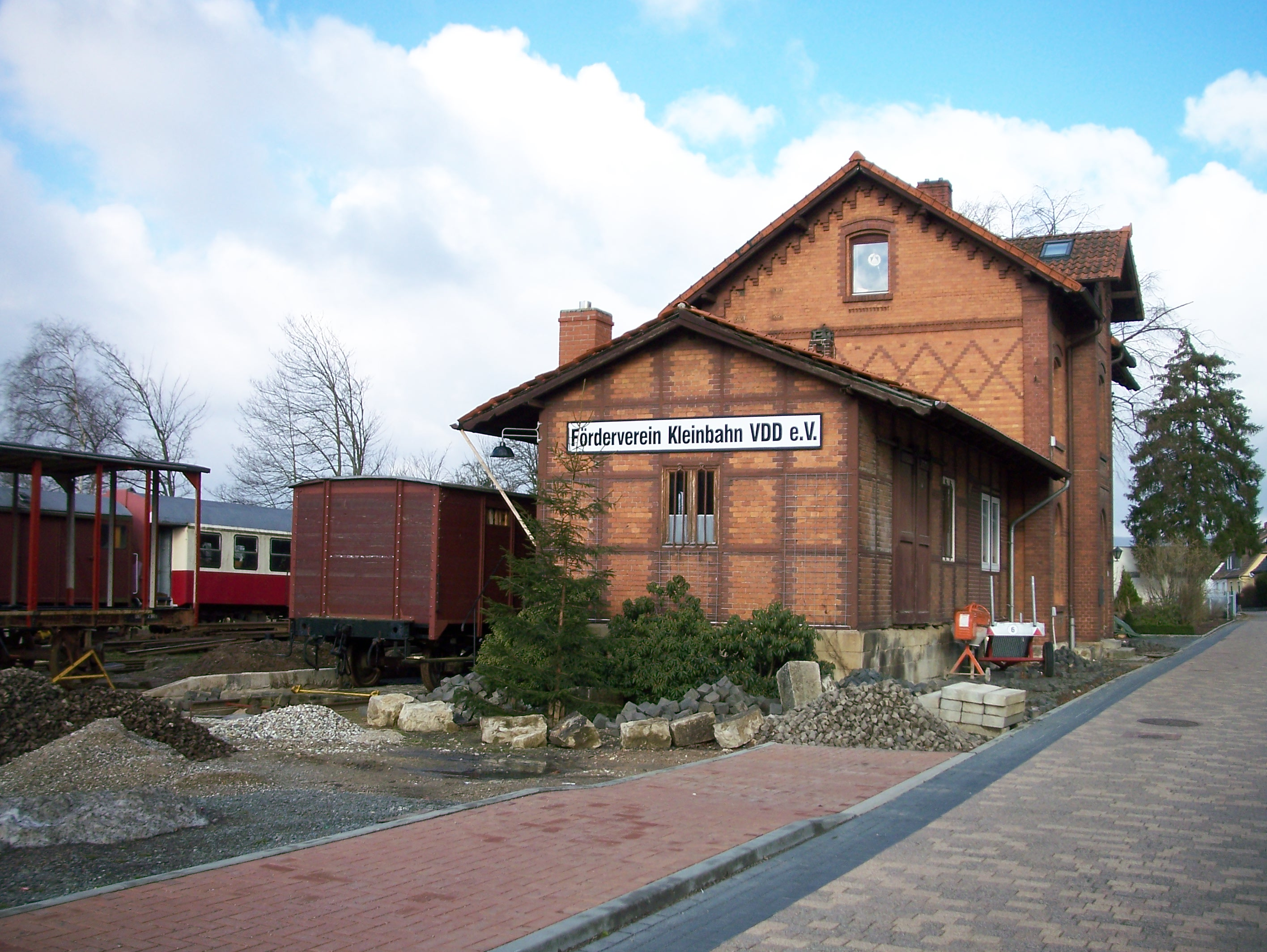
… ist nahezu identisch, jedoch mit dekorativem mehrfarbigem Sichtmauerwerk, auch am Bahnhof Duingen und anderen für die Kleinbahn Voldagsen-Duingen-Delligsen errichteten Empfangsgebäuden verwendet worden.

Bei seinen von Berlin und Hannover aus geplanten Bahnen in Nord- und Mitteldeutschland errichtete das Unternehmen zwischen 1896 und 1903 dutzende architektonisch weitgehend baugleich ausgeführte traufständige, zweigeschossige Bahnhofsgebäude mit ca. 40° geneigtem Satteldach und Sichtmauerwerk aus roten Ziegeln nach den Plänen des Regierungsbaumeisters Gustav Küchler. Aus quer- oder übereckstehenden Backsteinen aufgebaute Zahnfriese (Deutsches Band) unterteilten die gleisseitig in der Regel durch vier (seltener auch drei) Fensterachsen gegliederte Fassade horizontal in Höhe der ersten Zwischengeschossdecke. Zahnschnitte betonten den Kniestock und Lisenen die Gebäudekanten. Den unterschiedlichen örtlichen Erfordernissen entsprechend, waren in der Regel an diese Hauptgebäude verschieden groß dimensionierte Güterschuppen in Fachwerkbauweise angebaut. An Bahnhöfen mit größerem Reiseverkehr war zudem an der anderen Gebäudeseite zur Unterbringung eines Wartesaals bzw. einer Bahnhofsgastwirtschaft ein gemauerter eingeschossiger Seitenflügel mit zwei Fensterachsen (vereinzelt auch in zweigeschossiger Variante mit bis zu drei Fensterachsen) angeordnet.

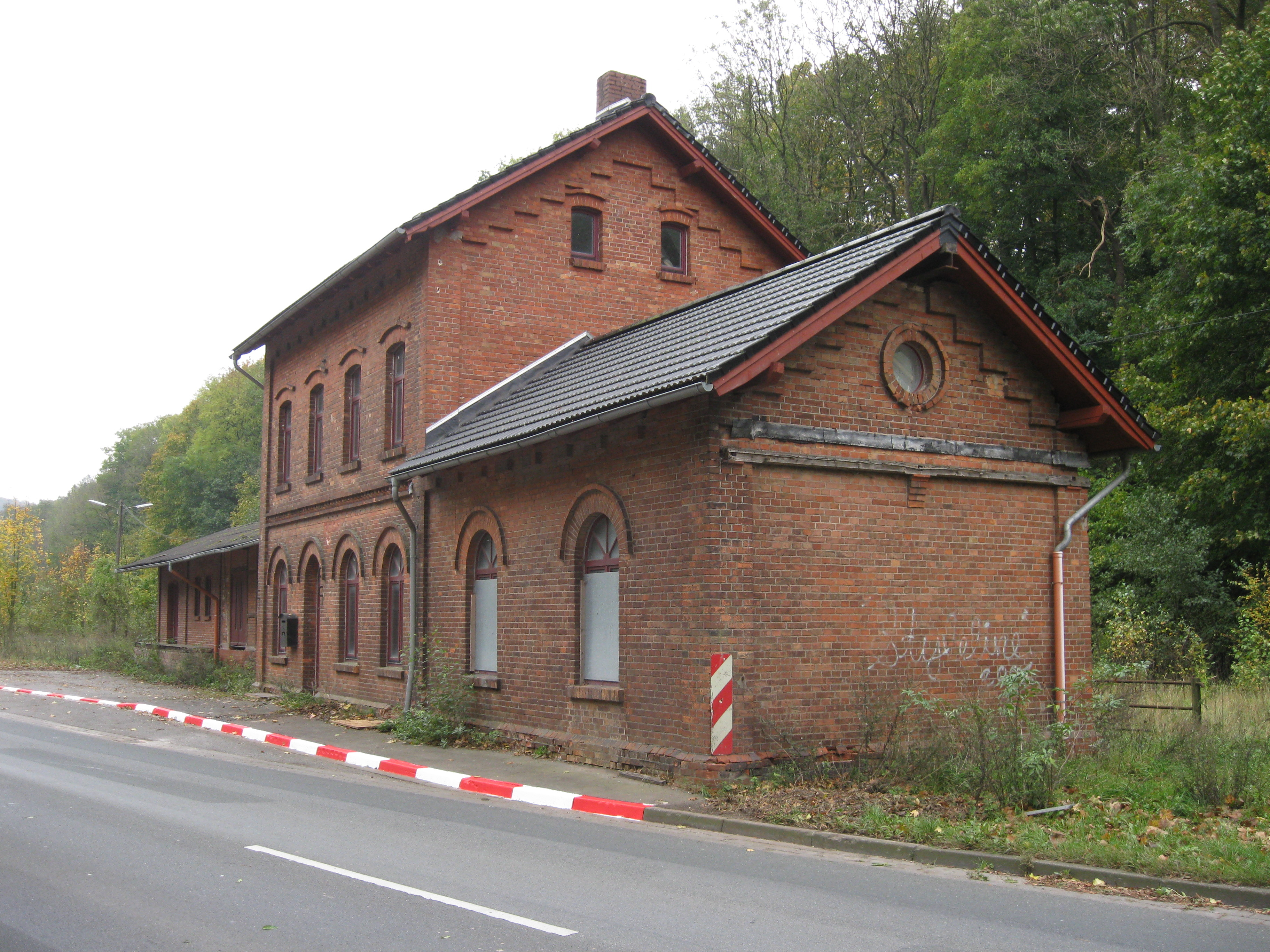
Das weitgehend noch in seinem ursprünglichen Zustand erhaltene ehemalige Bahnhofsgebäude Bodenwerder-Linse der Vorwohle-Emmerthaler Eisenbahn …
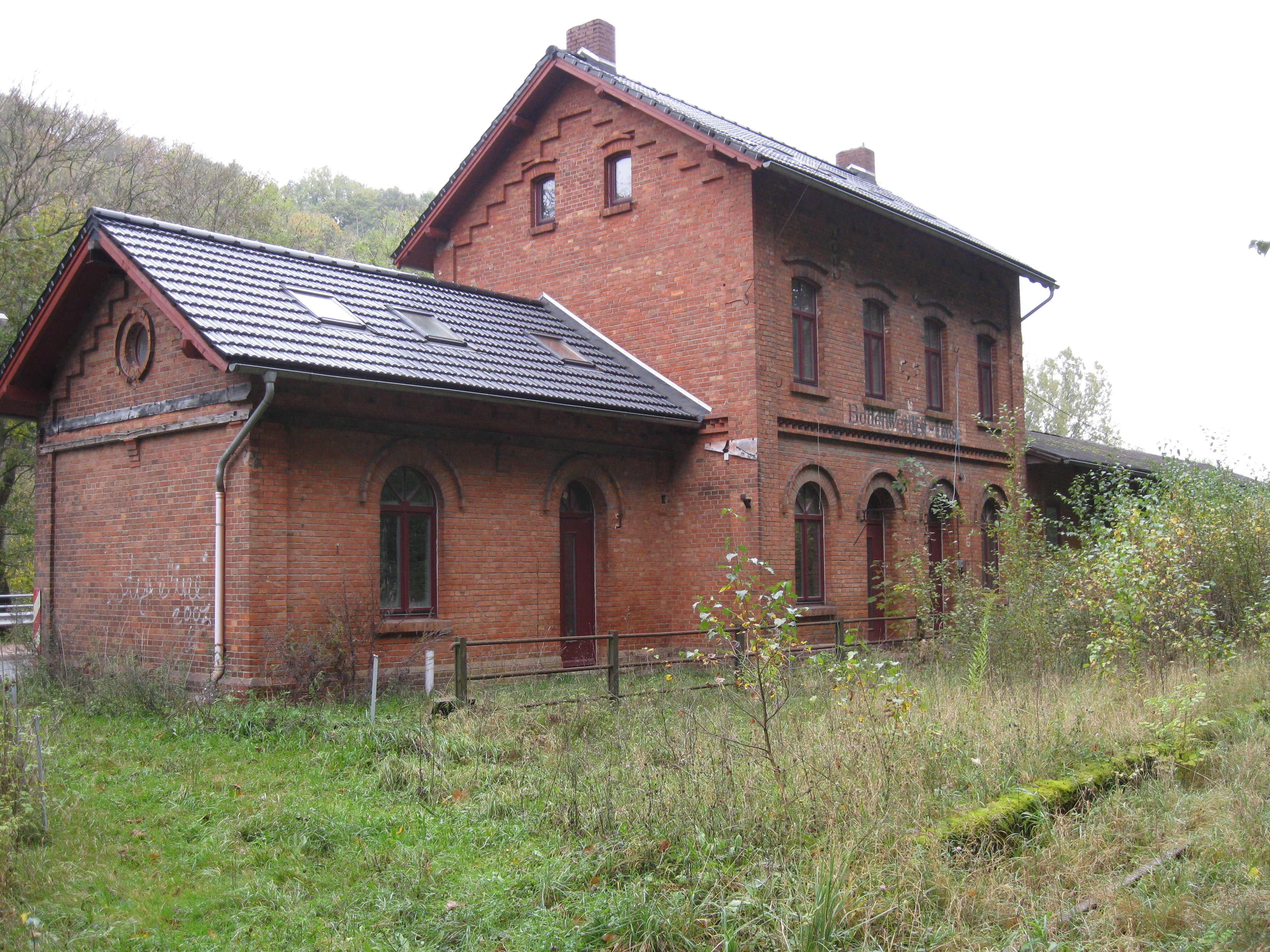
… steht beispielhaft für den vereinfachten traufständigen Einheitsentwurf mit einer an Bahnsteig- wie Straßenseite identischen Fassade.
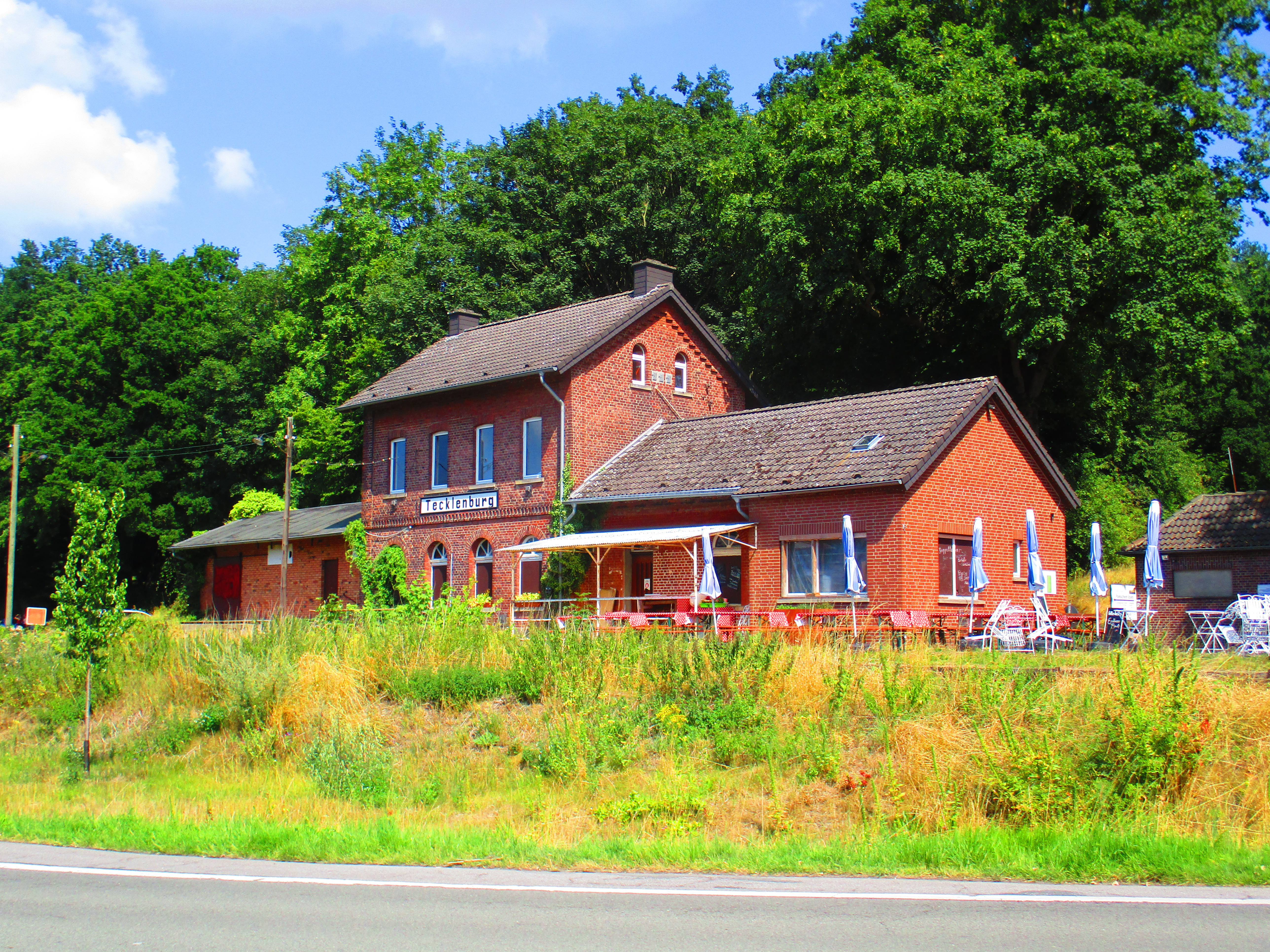
Zwischen 1899 und 1903 entstanden mehrere weitgehend identische Empfangsgebäude auch an der Teutoburger Wald-Eisenbahn wie z. B. in Tecklenburg …
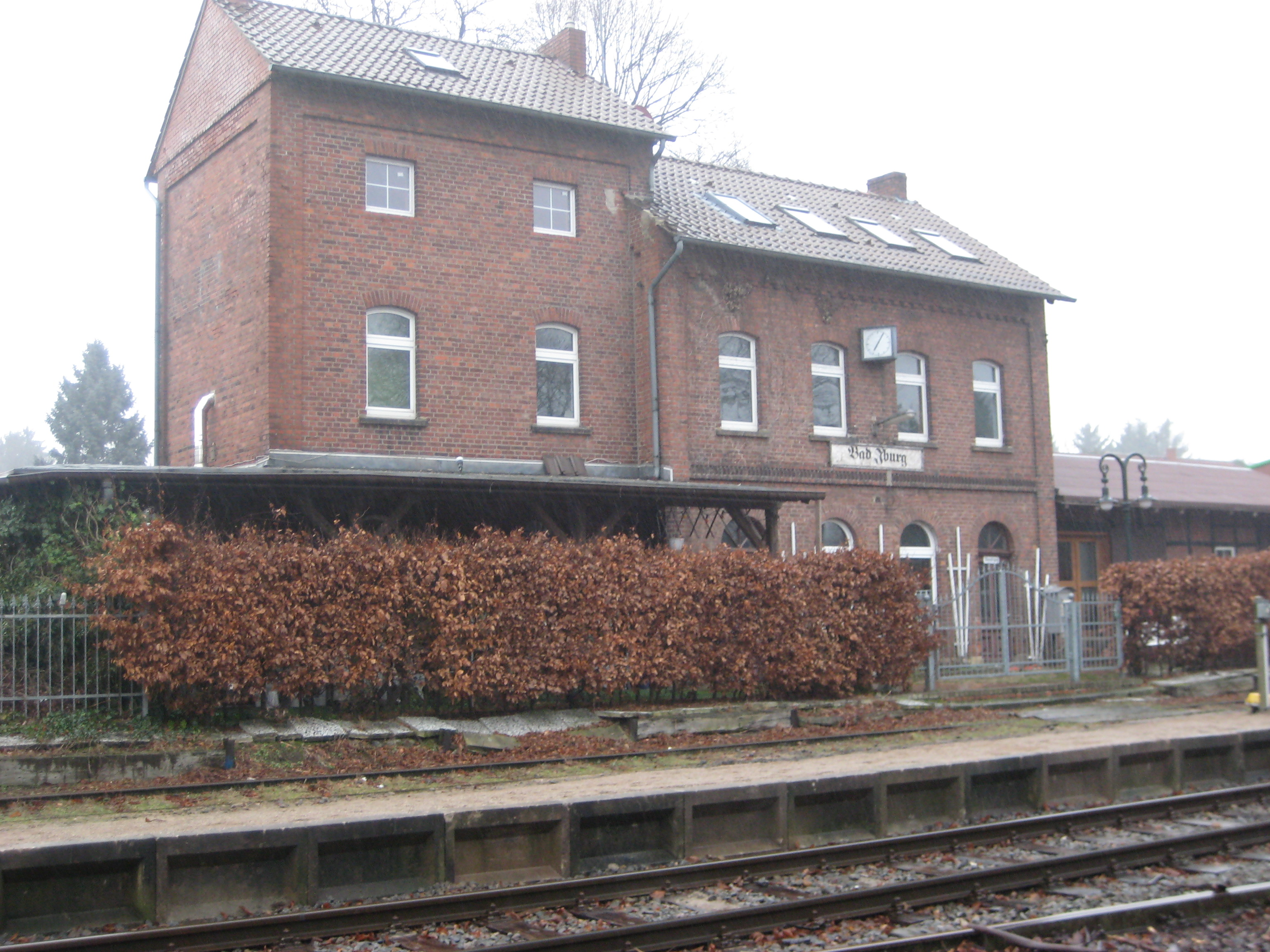
… oder in Bad Iburg, das am Scheitelpunkt der Bahnstrecke Ibbenbüren–Hövelhof 1927 um einen Anbau mit Wasserturm ergänzt wurde.

Während die Fenster der Dienstwohnung im ersten Obergeschoss durchweg segmentbogenförmig ausgeführt wurden, gelten besonders die an allen Türen und Fenstern der Dienst- und Aufenthaltsräume im Erdgeschoss üblichen Rundbogenöffnungen als ein typisches Erkennungsmerkmal fast aller von Vering & Waechter errichteten Empfangsgebäude in Nord- und Mitteldeutschland. Diese einheitliche Formensprache ist besonders bei den noch heute weitgehend erhalten gebliebenen Bahnhofsgebäuden an der ehemaligen Kleinbahn Voldagsen-Duingen-Delligsen und einstigen Schmalspurbahn Gera-Pforten–Wuitz-Mumsdorf sowie der Vorwohle-Emmerthaler Eisenbahn und Teutoburger Wald-Eisenbahn ablesbar.

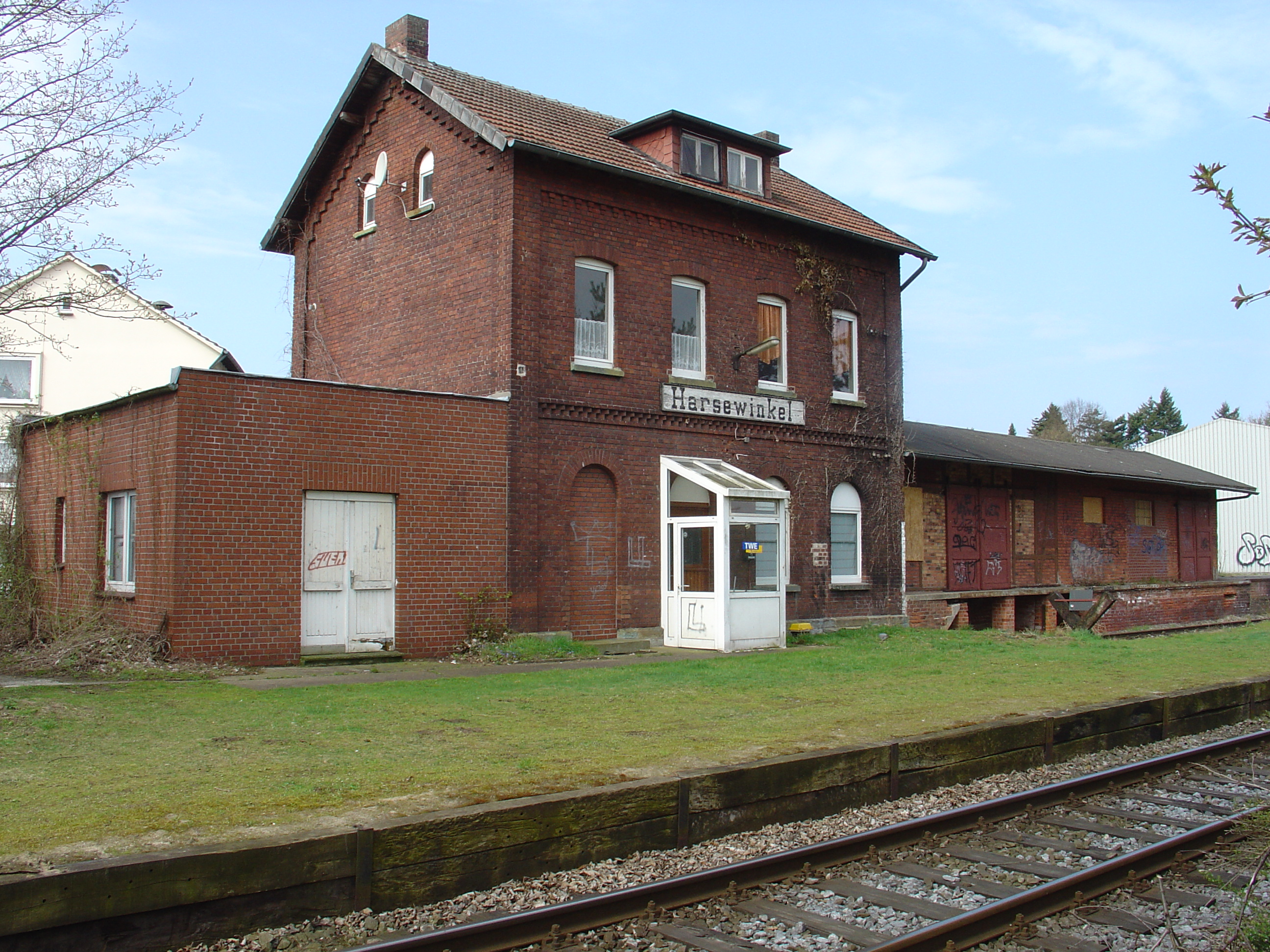
Während die Giebelseite des 1900 ursprünglich ohne die erst nachträglich ergänzte Wartehalle errichteten Bahnhofgebäudes im ostwestfälischen Harsewinkel weitgehend noch fensterlos ausgeführt worden ist …
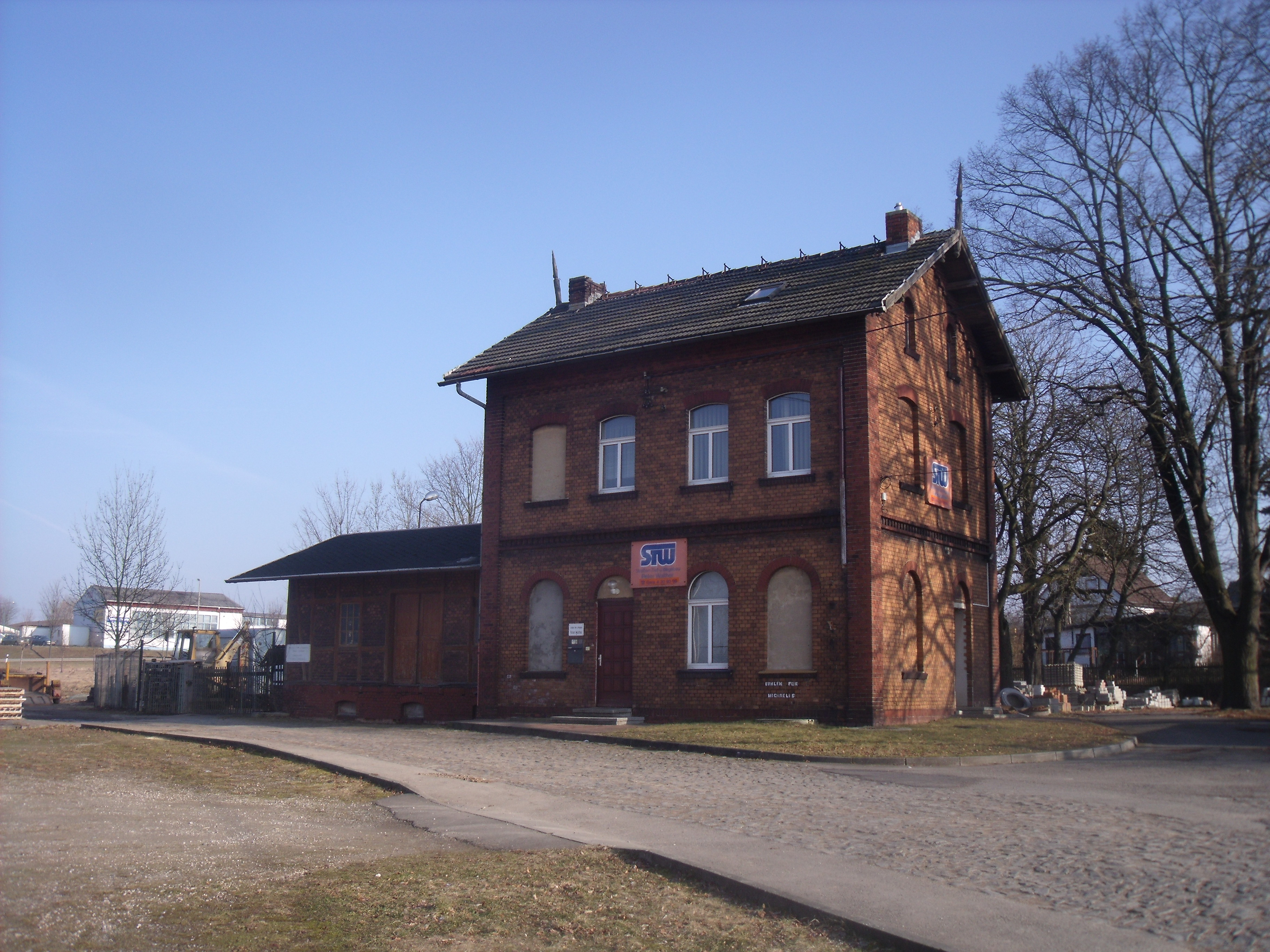
… weist der ehemalige Bahnhof Gera-Leumnitz von 1901 wie alle anderen Zwischenstationen der einstigen Gera-Meuselwitz-Wuitzer Eisenbahn an ihrer exponierten Giebelseite über alle Geschosse Fensteröffnungen auf.
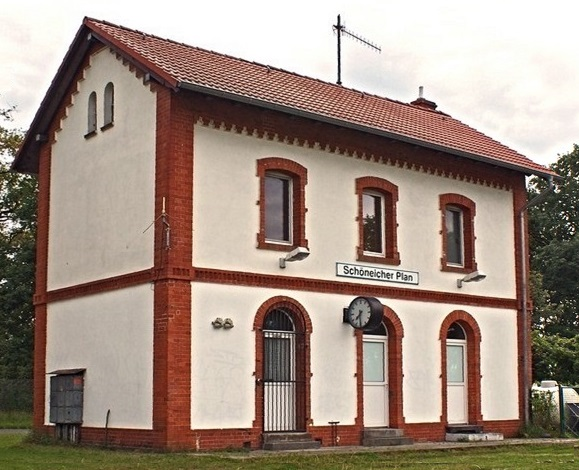
Der 1903 eröffnete Bahnhof Schöneicher Plan ist das letzte erhaltene NME-Stationsgebäude und zugleich einzig verbliebene Empfangsgebäude von Vering & Waechter mit drei Fensterachsen der neuen Bundesländer.
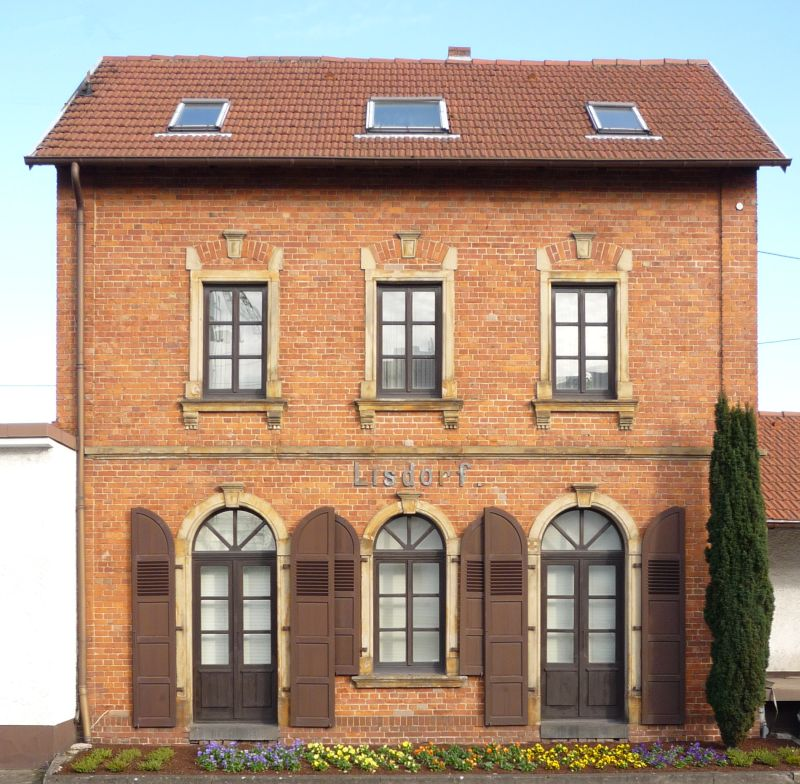
Der ehemalige Bahnhof Saarlouis-Lisdorf von 1897 mit französisch inspirierten Stilelementen wie Fenstereinfassungen aus Natursteinen, die dennoch die für Vering & Waechter typischen Segment- und Rundbogenfenster erkennen lassen.

Im Gegensatz dazu entwickelte die Heilbronner Niederlassung (später in Karlsruhe) für die Endstationen bzw. Betriebsmittelpunkte der im deutschen Südwesten geplanten Bahnprojekte einen anderen standardisierten Gebäudetyp. Während im Norden und Osten von Deutschland Sichtmauerwerk aus Ziegelsteinen und Satteldach dominierten, prägten weitestgehend Putzfassaden, flachgeneigte Walm- bzw. Schopfwalmdächer sowie in Naturstein gefasste Lisenen, Fenster- und Türöffnungen ein homogenes Erscheinungsbild bei den zwischen 1894 und 1905 von Vering & Waechter errichteten badischen Nebenbahnen im Münstertal, Kandertal, Achertal, Jagsttal und im Odenwald. 

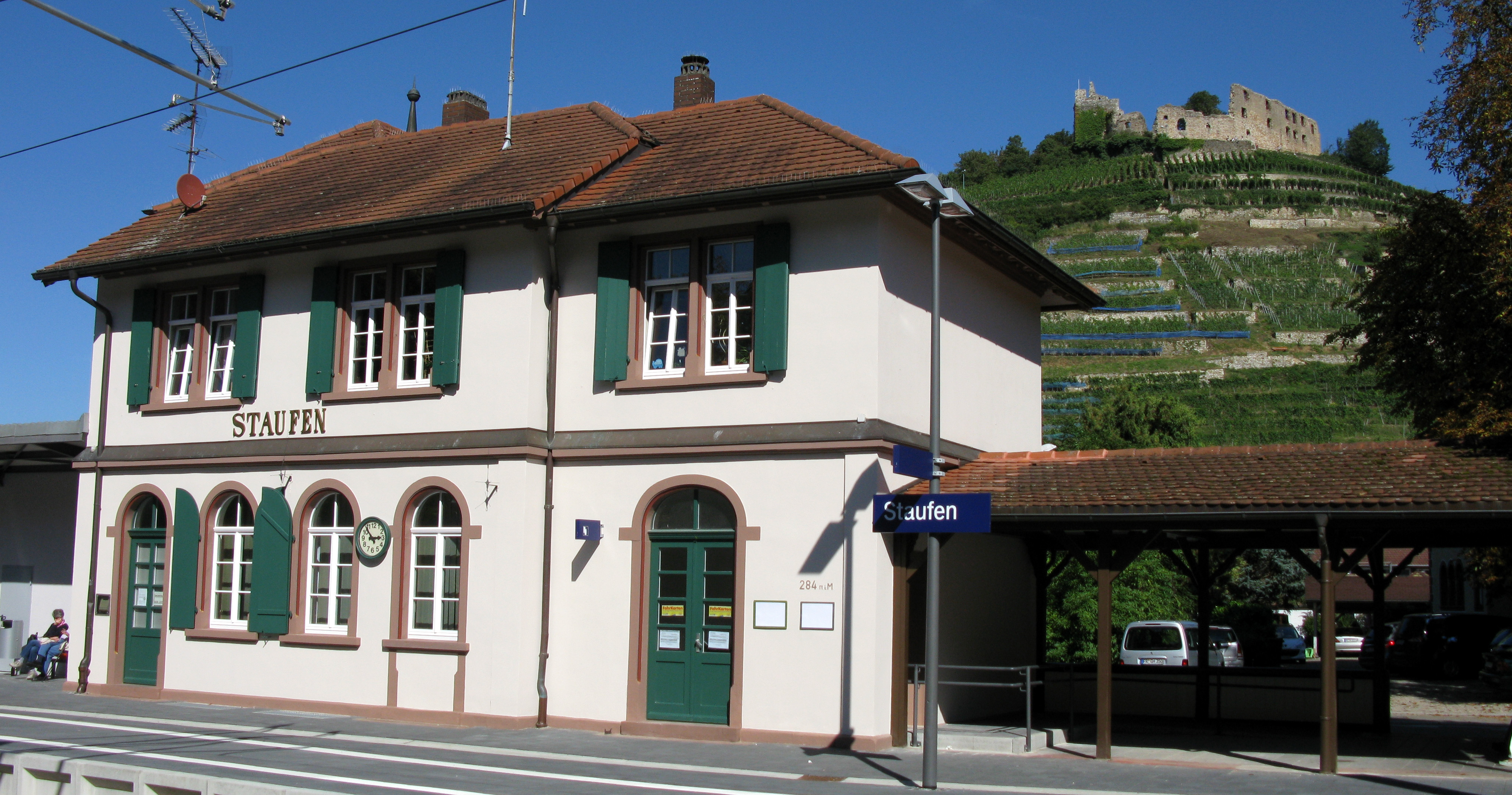
Der 1894 erbaute Bahnhof Staufen an der Münstertalbahn kann als Prototyp weiterer Empfangsgebäude angesehen werden.
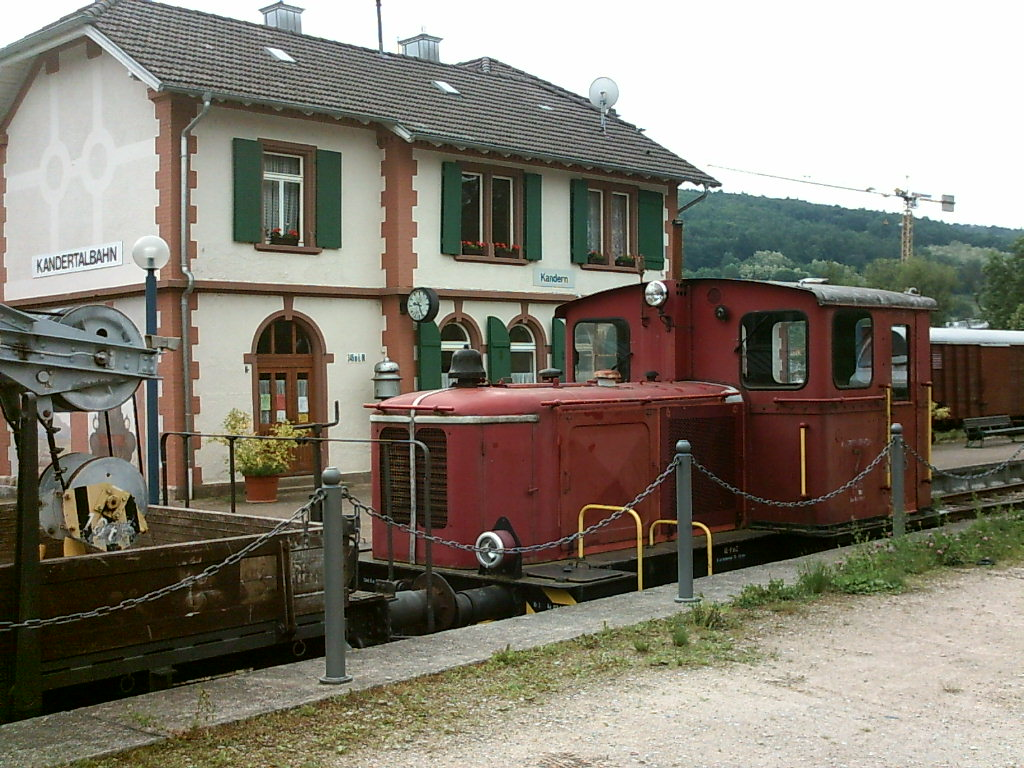
So hat z. B. das Stationsgebäude von Kandern an der 1895 eröffneten Kandertalbahn hohe Übereinstimmungen …
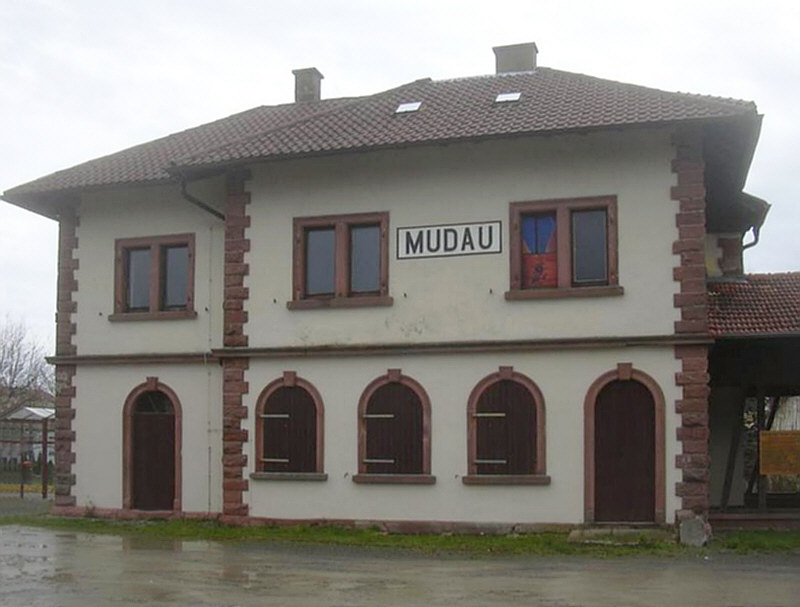
… mit dem 1905 errichteten Bahnhof Mudau im Odenwald an der ehemaligen Schmalspurbahn nach Mosbach.
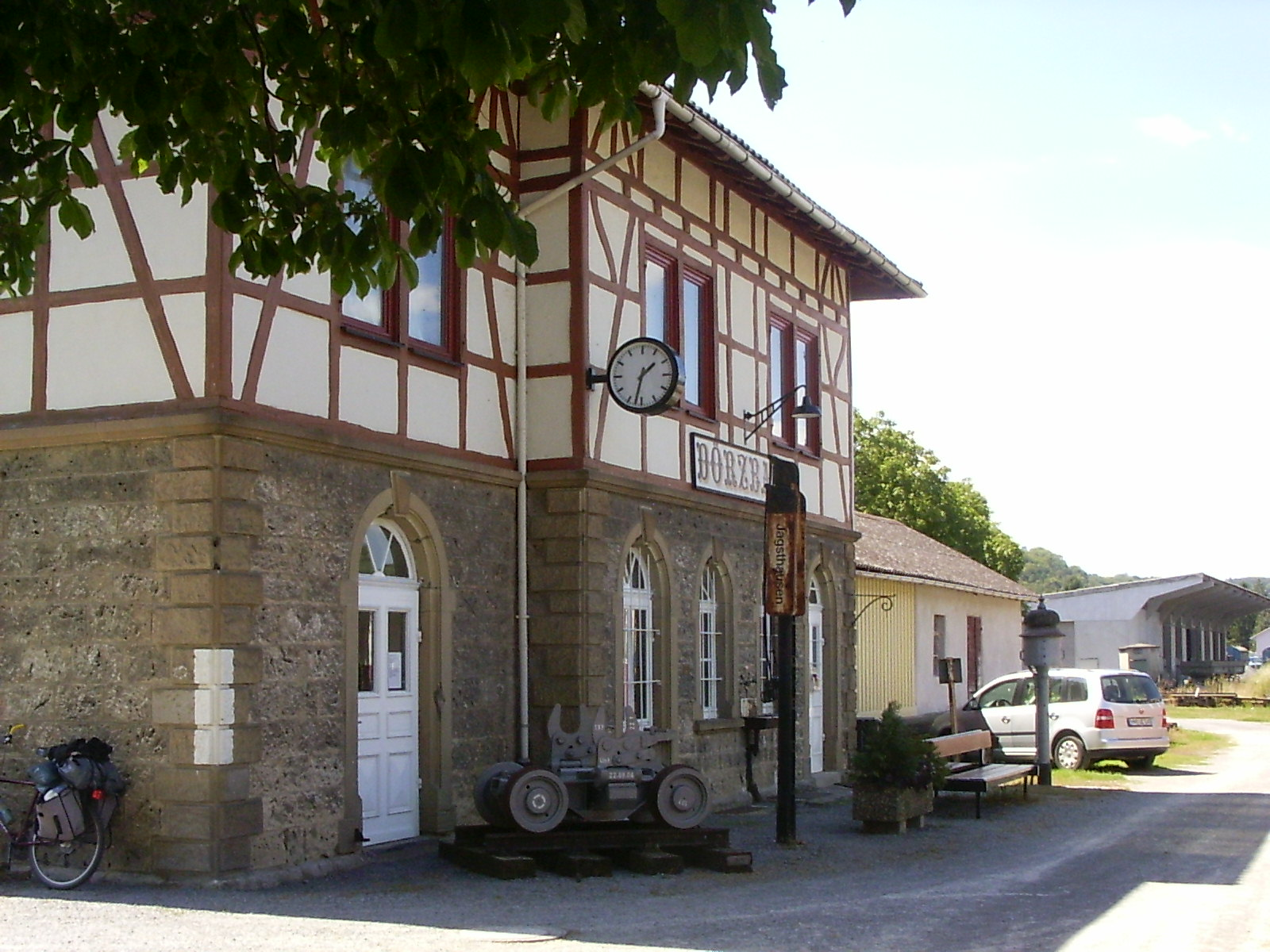
Die Endstation Dörzbach an der Jagsttalbahn entstand 1900 in Mischbauweise aus Bruchstein und Fachwerk.

Die Bahnsteigseite besteht jeweils aus einem Seitenrisalit mit Rücklage. Fenster und Türen im Erdgeschoss sind wiederum in der für Vering & Waechter typischen Rundbogenform ausgebildet. Die Fenster im Obergeschoss haben hingegen eine rechteckige Form und sind paarweise angeordnet. Straßenseitig wird die Fassade durch einen schmalen, giebelständigen Mittelrisalit und einen Seitenrisalit mit aufgesetztem rechteckigen Turmgeschoss in Fachwerkbauweise betont. So ist beispielsweise bei den bis heute erhaltenen Empfangsgebäuden von Staufen, Sulzburg, Kandern, Ottenhöfen, Dörzbach, Oberharmersbach und Mudau trotz Variationen diese gleiche architektonische Handschrift offenkundig.

## Verwirklichte Eisenbahnprojekte
Von Vering & Waechter (einschließlich des 1892 konsolidierten Unternehmens Wilhelm Hostmann & Co.) geplante und erbaute Eisenbahnstrecken, sortiert nach Datum der Betriebseröffnung:
- 1881 oder 1885: Grubenbahn (Feldbahn 690 mm mit Zahnstangenabschnitten System Abt) Lehesten (Thüringer Wald) – Schiefergrube Schmiedebach
- 29. Januar 1886: Anschlussbahn (Normalspur mit Zahnstangenabschnitten System Abt) Lehesten (Thüringer Wald) – Schiefergrube Oertelsbruch[5]
- 7. August 1887: Schmalspurstrecke (1000 mm) Gernrode – Mägdesprung der Gernrode-Harzgeroder Eisenbahn-Gesellschaft (GHE), Teil der Selketalbahn
- 1. Juli 1888: Schmalspurstrecke (1000 mm) Mägdesprung – Alexisbad – Harzgerode der Gernrode-Harzgeroder Eisenbahn-Gesellschaft (GHE), Teil der Selketalbahn
- 1. Juli und 1. Dezember 1888: Schmalspurstrecke (1000 mm) Hildburghausen – Lindenau-Friedrichshall der Hildburghausen-Heidburger Schmalspurbahn-Gesellschaft
- 13. Juli 1888: Schmalspurstrecke (1000 mm) Alexisbad – Silberhütte der Gernrode-Harzgeroder Eisenbahn-Gesellschaft (GHE), Teil der Selketalbahn
- 5. Februar 1889: Dampfstraßenbahnstrecke (Normalspur) Frankfurt-Sachsenhausen – Neu-Isenburg der Frankfurter Waldbahn-Gesellschaft
- 1. Mai 1890: Schmalspurstrecke (1000 mm) Eisfeld – Unterneubrunn des Herzogtums Sachsen-Meiningen
- 1. April 1890: Schmalspurstrecke (1000 mm) Wermelskirchen – Burg der Wermelskirchener-Burger Eisenbahngesellschaft Wermelskirchen AG
- 1. Juni 1890: Schmalspurstrecke (1000 mm) Silberhütte – Güntersberge der Gernrode-Harzgeroder Eisenbahn-Gesellschaft (GHE), Teil der Selketalbahn
- 4. November 1890: Dampfstraßenbahnstrecke (1000 mm) Saarbrücken Luisenthal – St. Johann der Gesellschaft für Straßenbahnen im Saartal (GSS)
- 21. August und 16. November 1891: Schmalspurstrecke (1000 mm) Ronsdorf Stadtbahnhof – Müngsten der Ronsdorf-Müngstener Eisenbahn-Gesellschaft AG
- 1. Dezember 1891: Schmalspurstrecke (1000 mm) Güntersberge – Stiege der Gernrode-Harzgeroder Eisenbahn-Gesellschaft (GHE), Teil der Selketalbahn
- 22. Februar 1892 und 1. April 1893: Dampfstraßenbahnstrecke (1000 mm) Tinz – Debschwitz / Untermhaus – Lindenthal / Gera Hauptbahnhof – Pöppeln der Geraer Straßenbahn AG
- 1. Mai 1892: Schmalspurstrecke (1000 mm) Stiege – Hasselfeld der Gernrode-Harzgeroder Eisenbahn-Gesellschaft (GHE), Teil der Selketalbahn
- 22. Dezember 1893: Schmalspurstrecke (1000 mm) Rheinufer – Ettenheimmünster der Lokalbahn Rhein–Ettenheimmünster
- 22. September 1894: Normalspurstrecke Dessau – Wörlitz der Dessau-Wörlitzer Eisenbahn-Gesellschaft AG (DWE)
- 22. Dezember 1894: Normalspurstrecke Bad Krozingen – Staufen – Sulzburg (Münstertalbahn)
- 1. Mai 1895: Normalspurstrecke Haltingen – Kandern (Kandertalbahn)
- 15. Februar 1896: Dampfstraßenbahnstrecke (1000 mm) Müllheim – Badenweiler der Müllheim-Badenweiler Eisenbahn AG (MBE)
- 28. April 1896: Kleinbahnstrecke (Normalspur) Groß Peterwitz (seit 1945 polnisch Pietrowice Wielkie) – Katscher (seit 1945 polnisch Kietrz) der Allgemeine Deutsche Eisenbahn-Betriebs-GmbH (ADEG)
- 16. Juni 1896: Normalspur-Kleinbahnstrecke Voldagsen – Salzhemmendorf der Kleinbahn Voldagsen-Duingen-Delligsen (VDD)
- 2. Januar 1897: Anschlussbahn Doberschütz–Röcknitz der Landgemeinde Röcknitz, Kreis Grimma
- 1. Juli 1897: Normalspur-Kleinbahnstrecke Salzhemmendorf – Duingen der Kleinbahn Voldagsen–Duingen–Delligsen (VDD)
- 30. Juli 1897: Normalspur-Kleinbahnstrecke Ensdorf – Saarlouis – Wallerfangen der Stadt Saarlouis
- 8. Dezember 1897: Schmalspurstrecke (750 mm) Dessau – Radegast der Allgemeine Deutsche Eisenbahn-Betriebs-GmbH (ADKG)
- 24. Dezember 1897 und 1. Januar 1898: Spremberger Stadtbahn (Normalspur und Meterspur)
- 2. September 1898: Normalspurstrecke Achern – Ottenhöfen (Achertalbahn)
- 30. Juni 1898: Kleinbahnstrecke (Normalspur) Wächtersbach – Birstein der Wächtersbach-Birsteiner Kleinbahn-Gesellschaft
- 30. Januar 1899: Normalspur-Kleinbahnstrecke Saarlouis – Fraulautern der Stadt Saarlouis
- 27. September 1900: Normalspurstrecke Rixdorf (seit 1912 Neukölln) – Mittenwalde der Rixdorf-Mittenwalder Kleinbahn-Gesellschaft
- 9. Oktober 1900: Normalspurstrecke Vorwohle – Emmerthal der Vorwohle-Emmerthaler Eisenbahn-Gesellschaft AG (VEE)
- 1. November 1900: Normalspurstrecke Gütersloh – Versmold – Laer (seit 1975 Bad Laer) der Teutoburger Wald-Eisenbahn-AG (TWE)
- 18. Dezember 1900: Schmalspurstrecke (750 mm) Möckmühl – Dörzbach (Jagsttalbahn)
- 1. Juli 1901 und 11. August 1901: Normalspur-Kleinbahnstrecke Duingen – Delligsen der Kleinbahn Voldagsen-Duingen-Delligsen (VDD)
- 19. Juli 1901: Normalspurstrecke Ibbenbüren – Lengerich – Laer (seit 1975 Bad Laer) / Brochterbeck – Hafen Saerbeck der Teutoburger Wald-Eisenbahn-AG (TWE)
- 12. November 1901: Schmalspurstrecke (1000 mm) Gera-Pforten – Wuitz-Mumsdorf der Gera-Meuselwitz-Wuitzer Eisenbahn-AG
- 20. Juli 1902: Normalspurstrecke Rosheim – Ottrott – St. Nabor (seit 1919 französisch Saint-Nabor) der Rosheim-St. Naborer Eisenbahn-Gesellschaft
- 3. April 1903: Schmalspurstrecke (1000 mm) Diedenhofen (seit 1919 französisch Thionville) – Mondorf (seit 1919 französisch Mondorff) der Diedenhofen-Mondorfer Eisenbahn-Gesellschaft
- 19. April 1903: Normalspurstrecke Gütersloh – Verl – Hövelhof der Teutoburger Wald-Eisenbahn-AG (TWE)
- 15. Dezember 1904: Normalspurstrecke Biberach – Oberharmersbach der Biberach-Oberharmersbacher Eisenbahn (Harmersbachtalbahn)
- 3. Juni 1905: Schmalspurstrecke (1000 mm) Mosbach – Mudau des Großherzogtums Baden
- 22. Dezember 1906: Schmalspurstrecke (1000 mm) Diedenhofen (seit 1919 französisch Thionville) – Niederjeutz (seit 1919 französisch Basse-Yutz) der Diedenhofen-Mondorfer Eisenbahn-Gesellschaft
- 21. November 1907: Schmalspurstrecke (1000 mm) Erstein – Oberehnheim (seit 1919 französisch Obernai) – Ottrott der Erstein-Oberehnheim-Ottrotter Eisenbahn-Gesellschaft
- 12. Juni 1908: Normalspurstrecke Oberschefflenz – Billigheim (Schefflenztalbahn)
- 8. Mai 1912: Elektrifizierte Straßenbahn (1000 mm) Diedenhofen (seit 1919 französisch Thionville) und Fentschtalbahn Flörschingen (seit 1919 französisch Florange) – Nilvingen (seit 1919 französisch Nivlange) der Lothringische Eisenbahn-AG
- 28. Dezember 1912: Elektrifizierte Normalspurstrecke Neuburg in Lothringen (seit 1919 französisch Novéant-sur-Moselle) – Gorz (seit 1919 französisch Gorze) der Lothringische Eisenbahn-AG
- 20. Juni 1913: Normalspur-Kleinbahnstrecke Saarlouis – Felsberg der Stadt Saarlouis
- 1936: Werksbahnstrecke Berlin-Grünau – Schönefeld Dorf der Henschel Flugzeug-Werke mit Anschluss an die Neukölln-Mittenwalder Eisenbahn und den Güteraußenring
- 1945/1949: Normalspurstrecke Schöneicher Plan – Zossen als Verlängerung der Neukölln-Mittenwalder Eisenbahn